# Sonntag (Familienname)
Sonntag ist ein nach dem Wochentag Sonntag bezeichneter Familienname.

## Namensträger

### A
- Aloys Sonntag (1913–1979), deutscher Architekt
- Andreas II. Sonntag († 1587), deutscher Ordensgeistlicher, Abt von Ochsenhausen
- Andreas Sonntag (1953–2008), deutscher Politiker (CDU)
- August Sonntag (1832–1860), deutsch-amerikanischer Astronom und Polarforscher

### B
- Beatrice Sonntag (* 1979), deutsche Autorin
- Bernd Sonntag (* 1963),  deutscher Tischtennisspieler
- Birgit Uibel-Sonntag (1961–2010), deutsche Leichtathletin
- Birgit Sonntag-Unterberger (* 1976), deutsche Leichtathletin
- Brunhilde Sonntag (1936–2002), deutsche Komponistin, Musikwissenschaftlerin und Musiklehrerin

### C
- Carl Sonntag (Pseudonym Karl Holm; 1828–1900), deutscher Schauspieler, siehe Karl Sontag
- Carl Sonntag jun. (1883–1930), deutscher Buchbinder
- Christian Sonntag (1910–1945), deutscher Oberst der Wehrmacht
- Christoph Sonntag (Theologe) (1654–1717), deutscher evangelischer Theologe und Kirchenlieddichter
- Christoph Sonntag (Kabarettist) (* 1962), deutscher Kabarettist
- Claus Hinrich Sonntag (1745–1818), deutscher Kaufmann und Politiker
- Clemens von Sonntag (1936–2013), deutscher Chemiker
- Cornelie Sonntag-Wolgast (* 1942), deutsche Politikerin (SPD)

### E
- Emil Sonntag (1887–1968), deutscher evangelischer Geistlicher und Autor
- Emmy Sonntag-Uhl (1860–1913), österreichische Sängerin (Mezzosopran)
- Erich Sonntag (1881–1952), deutscher Chirurg
- Ernst Sonntag (Mediziner) (1859–1939), deutscher Gynäkologe und Geburtshelfer

### F
- Frank Sonntag (* 1945), deutscher Kardiologe
- Franz Sonntag (1922–1996), deutscher Verwaltungsjurist
- Franz Peter Sonntag CO (1920–1987), deutscher römisch-katholischer Geistlicher und Professor für Kirchengeschichte und Patrologie

### G
- Gabriel Sonntag (1873–1905), deutscher Ordensbruder und Märtyrer
- Georg von Sonntag (1786–1841), russischer Marineoffizier
- Gerd Sonntag (Künstler) (* 1954), deutscher Künstler
- Gerd Sonntag (Schriftsteller) (* 1962), deutscher Schriftsteller
- Gerda Sonntag, KZ-Ärztin, siehe Gerda Weyand
- Gottfried Sonntag (1846–1921), deutscher Komponist

### H
- Hans Sonntag (Chemiker) (1932–1997), deutscher Chemiker
- Hans-Günther Sonntag (1938–2024), deutscher Arzt, Hygieniker und Hochschullehrer
- Hans-Hubert Sonntag (* 1954), deutscher Schachspieler
- Heinz Rudolf Sonntag (1940–2015), deutscher Soziologe
- Henry Sonntag (1926–2016), deutscher Turner
- Hermann Sonntag (1873–1934), deutscher Künstler

### I
- Ingrid Sonntag (* 1953), deutsche Literaturwissenschaftlerin
- Ingrid Sonntag-Ramirez Ponce (INK; * 1966), deutsche Zeichnerin, Malerin und Projektkünstlerin

### J
- Jan Sonntag (* 1973), deutscher Musiktherapeut
- Jan-Peter E.R. Sonntag (* 1965), deutscher Künstler
- Jochem Kießling-Sonntag (* 1962), deutscher Journalist, Kommunikationstrainer und Publizist
- Johann Sonntag (Handballspieler), rumänischer Handballspieler
- Johann Philipp Sonntag (1778–1845), deutscher Papierfabrikant und Politiker
- Johann Tobias Sonntag (1716–1774), deutscher Maler
- Johann Vincenz Sonntag (1811–1847), österreichischer Historiker und Ethnograph
- Johannes Sonntag (1863–1945), deutscher Apotheker und Homöopath
- Jörg Sonntag (* 1977), deutscher Historiker
- Josef Sonntag (1870–1937), deutscher Schriftsteller und Redakteur
- Julia Sonntag (* 1991), deutsche Hockeyspielerin
- Jürgen Sonntag (* 1940), deutscher Fluchthelfer

### K
- Karl Sonntag (Pseudonym Karl Holm; 1828–1900), deutscher Schauspieler, siehe Karl Sontag
- Karl Sonntag (Politiker) (1915–1982), deutscher Politiker (SPD)
- Karl Gottlob Sonntag (1765–1827), deutschbaltischer Theologe
- Kuneš Sonntag (1878–1931), tschechoslowakischer Politiker, Minister und Publizist
- Kurt Sonntag (1877–1938), deutscher Jurist und Richter
- Kurt L. Sonntag (* 1964), pensionierter US-amerikanischer Generalmajor

### L
- Laura Sonntag (* 1989), deutsche Schauspielerin
- Lena Sonntag (* 2004), deutsche Geherin
- Leopold Sonntag (Jurist) (1830–1896), deutscher Jurist und Beamter
- Ludwig Heinrich Sonntag (1924–2006), deutscher SS-Offizier und verurteilter Kriegsverbrecher

### M
- Michael Sonntag (* 1978), deutscher Autor, Künstler und Kultur- und Literaturwissenschaftler

### O
- Olga Sonntag (1923–2010), deutsche Kunsthistorikerin und Heimatkundlerin
- Otto Sonntag (1862–1929), deutscher Ingenieur und Unternehmer

### P
- Patrick Sonntag (* 1989), deutscher Fußballspieler
- Paul Sonntag (1890–1945), deutscher Buchdrucker und Opfer der NS-Kriegsjustiz
- Paul Sonntag (Verwaltungsjurist) (1900–1988), deutscher Landrat
- Peter Sonntag (* 1954), deutscher Bassist, Komponist und Musikproduzent
- Petra Sonntag (* 1957), deutsche Judosportlerin, elfmalige DDR-Meisterin
- Philipp Sonntag (Musiker) (vor 1939–2001), deutscher Musiker
- Philipp Sonntag (Autor) (* 1938), deutscher Autor
- Philipp Sonntag (Schauspieler) (* 1941), deutscher Schauspieler, Kabarettist, Drehbuchautor und Regisseur

### R
- Rainer Sonntag (1955–1991), deutscher Rechtsextremist
- Rainer Sonntag (Ingenieur) (* 1960), deutscher Ingenieur und Brandschutzsachverständiger
- Ralph Sonntag (* 1968), deutscher Wirtschaftswissenschaftler und Hochschullehrer
- Richard Sonntag (Ingenieur) (1877–nach 1927), Königlicher Regierungsbaumeister und Ober-Ingenieur, deutscher Hochschullehrer und Publizist
- Richard Sonntag (Journalist) (* 1957), deutscher Journalist und Eventmanager
- Roselore Sonntag (1934–2025), deutsche Turnerin
- Rudolf Sonntag (1892–1966), deutscher Ingenieur, Unternehmer, Hochschullehrer und Publizist
- Ruth Sonntag Nussenzweig (1928–2018), brasilianische Parasitologin

### S
- Severin Sonntag (* 1995), deutscher Schauspieler

### T
- Thomas Sonntag (* 1996), deutscher Fußballspieler

### U
- Ulrike Sonntag (* 1959), deutsche Sängerin (Sopran)

### W
- Waldemar Sonntag (1844–1912), deutscher evangelischer Theologe
- Walter Sonntag (Politiker) (1899–1959), deutscher Politiker (SPD), MdA Berlin
- Walter Sonntag (Mediziner) (1907–1948), deutscher Zahnarzt und Kriegsverbrecher
- Walter Sonntag (Radsportler) (1927–nach 1958), deutscher Radsportler

- Werner Sonntag (Journalist) (1926–2021), deutscher Journalist und Langstreckenläufer
- Werner Sonntag (Politiker) (1930–2007), deutscher Politiker (SPD), MdBB
- Wilhelm Ludwig von Sonntag (1745–1818), deutscher Offizier und Geschäftsmann
- William Louis Sonntag (1822–1900), US-amerikanischer Maler
- Wolfgang Sonntag (1910–1970), deutscher Musiker, Musikpädagoge, Journalist und Schriftsteller

### Z
- Zacharias Sonntag (1683–1738), deutscher Maler